# 天街增一
天街增一，即金牛座ω¹（ω¹ Tau，ω¹ Tauri）是一颗位于金牛座的恒星，距离地球约291光年。
天街增一是一颗橙色K-型巨星，视星等为+5.51。
天街增一和天街二（金牛座ω²）共同使用金牛座ω这个拜耳命名，两者在天球上相距2.13° ，但实际距离很远，没有任何物理联系。